# Balinghem
Balinghem – miejscowość i gmina we Francji, w regionie Hauts-de-France, w departamencie Pas-de-Calais.
Według danych na rok 2007 gminę zamieszkiwało 1024 osoby, a gęstość zaludnienia wynosiła 165 osób/km² (w roku 1990 gęstość zaludnienia wynosiła 132 osób/km²). Plasuje to Balinghem, pod względem liczby ludności, na miejscu 9168. w skali kraju, wobec miejsca 10 154. w roku 1999.